# Xaltipa, Hidalgo
Xaltipa är en ort i Mexiko.   Den ligger i kommunen Tlanchinol och delstaten Hidalgo, i den sydöstra delen av landet, 190 km norr om huvudstaden Mexico City. Xaltipa ligger 485 meter över havet och antalet invånare är 153.
Terrängen runt Xaltipa är huvudsakligen kuperad, men åt sydväst är den bergig. Runt Xaltipa är det ganska tätbefolkat, med 86 invånare per kvadratkilometer. Närmaste större samhälle är San Felipe Orizatlán, 12,0 km norr om Xaltipa. I omgivningarna runt Xaltipa växer i huvudsak städsegrön lövskog.